# Tom Paxton
Thomas Richard "Tom" Paxton, född 31 oktober 1937 i Chicago, Illinois, är en amerikansk folkmusikinspirerad trubadur och protestsångare som i huvudsak skriver sina egna låtar och framför dem till akustisk gitarr. Paxton skriver allt från kärlekssånger och barnvisor, till politisk satir och antikrigssånger. Ett av Paxtons kännetecken är hans så kallade "Short Shelf Life Songs" som är korta låtar på några enstaka rader där Paxton kommenterar aktuella händelser. Sångerna har en humoristisk slutknorr, men på grund av aktualiteten ett kort "bäst-före datum".
Bland hans mest kända sånger återfinns bland annat "The Last Thing on My Mind", "I Can't Help But Wonder Where I'm Bound", "Goin' to the Zoo", "Outward Bound", "What Did You Learn in School Today", "Ramblin' Boy" och "I Give You the Morning". Den senare spelade Fred Åkerström in med sin egen svenska översättning, bitvis i verserna nästan ordagrant översatt från originalet, med titeln "Jag ger dig min morgon".

## Diskografi (i urval)
- I'm the Man That Built the Bridges (1962) (live)
- Ramblin' Boy (1964)
- Ain't That News! (1965)
- Outward Bound (1966)
- Morning Again (1968)
- The Things I Notice Now (1969)
- Tom Paxton #6 (1970)
- How Come the Sun (1971)
- The Compleat Tom Paxton (1971) (live, 2-LP)
- Peace Will Come (1972)
- New Songs for Old Friends (1973) (live)
- Children's Song Book (1974)
- Something in My Life (1975)
- Saturday Night (1976)
- New Songs from the Briarpatch (1977)
- Heroes (1978)
- Up & Up (1979)
- The Paxton Report (1980)
- Bulletin (1983)
- Even a Gray Day (1983) (nyinspelningar av gamla låtar)
- The Marvelous Toy and Other Gallimaufry (1984)
- One Million Lawyers and Other Disasters (1985)
- A Paxton Primer (1986) (nyinspelningar av gamla låtar)
- Folksong Festival 1986 (1986) (live)
- And Loving You (1986)
- Politics Live (1988) (live)
- The Very Best of Tom Paxton (1988) (samlingsalbum)
- In the Orchard (1988) (live)
- It Ain't Easy (1991)
- Wearing the Time (1994)
- Live for the Record (1996) (live)
- Live in Concert (1998) (live, BBC-inspelningar)
- Fun Animal Songs (1999)
- Fun Food Songs (1999)
- A Car Full of Fun Songs (1999)
- Live From Mountain Stage (2001) (live)
- Under American Skies (2001) (tillsammans med Anne Hills)
- Looking for the Moon (2002)
- The Compleat Tom Paxton (Even Compleater) (2004) (utökad återutgåva av dubbelalbumet från 1971)
- Live in the UK (2005) (live)
- Live at McCabe's Guitar Shop (2006) (live, inspelad 1991)
- Comedians & Angels (2008)
- Redemption Road (2015)
- Boat in the Water (2017)

### Fotnoter
1. ↑  läs online, omhof.com .[källa från Wikidata]
2. ↑  Bengt Eriksson (2 maj 2009). ”Tom Paxton: Comedians & Angels”. Trelleborgs Allehanda. http://www2.trelleborgsallehanda.se/apps/pbcs.dll/article?AID=/20080502/SKIVOR/292106740. Läst 18 juli 2009.[död länk]
3. ↑  Per-Erik Brolinson (2007). ”Utländska inflytanden på den svenska visan”. Stockholms universitet. http://su.diva-portal.org/smash/get/diva2:197262/FULLTEXT01. Läst 18 juli 2009.